# Therése Sjömander Magnusson
Therése Sjömander (tidigare Therése Sjömander Magnusson), född 9 april 1970, är en svensk vattenforskare och direktör för myndigheten Nordiska Afrikainstitutet i Uppsala.
Therése Sjömander har disputerat med en avhandling om internationella vattenfrågor och har arbetat med olika utvecklingsfrågor. Hon utsågs 18 juli 2019 av Sveriges regering till direktör för Nordiska Afrikainstitutet, en tjänst som hon tillträdde 1 oktober 2019. Hon har tidigare arbetat på Stockholm International Water Institute och varit chef för Unescos första forskningscenter i Sverige, ett center med fokus på gränsöverskridande och konfliktlösande vattensamarbete.